# Молчание ветчины
«Молчание ветчины» (итал. Il Silenzio dei Prosciutti) — итальянско-американский кинофильм.
Пародия на несколько известных фильмов, в первую очередь — на «Психо» и «Молчание ягнят», среди остальных — «Основной инстинкт», «Парк юрского периода», «Женщина в красном» .

## Сюжет
Молодому агенту ФБР Джо Ди Фостеру поручено работать над делом убийцы Психо, жертвами которого стали более 120 человек. Чтобы больше узнать об убийце Психо, Джо должен встретиться с доктором Анималом Каннибалом Пиццей, знаменитым людоедом, который ел пиццу с кусочками человечины. Тем временем подруга Джо, Джейн Уайн, похитила у своего босса 400 000 долларов. Теперь она и Джо могли быть счастливы, но Джейн попала в ужасную бурю (вызванную работой команды по спецэффектам) и остановилась у отеля «Кладбище», хозяин которого находится в полном подчинении у своей безумной матери.

## В ролях
- Билли Зейн — Джо Ди Фостер
- Дом Делуиз — Анимал Каннибал Пицц
- Йоанна Пакула — Лили Уайн
- Шарлин Тилтон — Джейн Вайн
- Стюарт Панкин — Пит
- Шелли Уинтерс — Миссис Мотел
- Тони Кокс — Джейл Гард
- Бубба Смит — Олаф
- Джон Роурк — Джордж Буш
- Пэт Рик — Билл Клинтон